# Berlin–Köpenhamn
Berlin–Köpenhamn var en trelandskamp på cykel mellan Tyskland, Danmark och Sverige som anordnades 1938 och 1939 på sträckan Berlin–Köpenhamn av Dansk Bicycle Club och Verband Deutscher Radrennveranstalter. 
Distansen var omkring 760 km, fördelad på tre dagsetapper: Berlin–Hamburg (1938: 286,6 km, 1939: 277,5 km), Hamburg–Kolding (261,2 km) och Kolding–Köpenhamn (1938: 204 km, 1939: 219 km). På grund av krigsutbrottet kördes blott två lopp. Varje nation representerades av åtta cyklister, av vilka de fyra bästas sammanlagda tid räknades i landskampen.

## 1938

### Individuellt
1. Ingvar Ericsson, Sverige, 20.57.14
2. Werner Richter, Tyskland
3. Willi Meurer, Tyskland

De nio bästa cyklisterna hade samma totaltid, och slutplaceringarna avgjordes enligt poängberäkning efter placeringen vid etappmålen.

### Lag
1. Tyskland: 83.48.58
2. Danmark: 83.53.05
3. Sverige: 84.03.21

## 1939

### Individuellt
1. Ingvar Ericsson, Sverige, 20.23.32
2. Frode Sørensen, Danmark
3. Werner Richter, Tyskland

De sju bästa hade samma sluttid, och Ingvar Ericsson vann enligt poängberäkningen.

### Lag
1. Tyskland: 81.39.21
2. Danmark: 81.43.31
3. Sverige: 81.47.56